# Perniki
Perniki – wieś w Słowenii, w gminie Gorje. W 2018 roku liczyła 12 mieszkańców.